# Grand Prix Formule 1 van Italië 1973
De Grand Prix Formule 1 van Italië 1973 werd gehouden op 9 september 1973 op Monza.

## Uitslag
| Positie | Nummer | Rijder                | Team              | Ronden | Tijd/Opgave      | Startplaats | Punten |
| ------- | ------ | --------------------- | ----------------- | ------ | ---------------- | ----------- | ------ |
| 1       | 2      | Ronnie Peterson       | Lotus-Ford        | 55     | 1:29:17.0        | 1           | 9      |
| 2       | 1      | Emerson Fittipaldi    | Lotus-Ford        | 55     | 0.8              | 4           | 6      |
| 3       | 8      | Peter Revson          | McLaren-Ford      | 55     | 28.8             | 2           | 4      |
| 4       | 5      | Jackie Stewart        | Tyrrell-Ford      | 55     | 33.2             | 6           | 3      |
| 5       | 6      | François Cevert       | Tyrrell-Ford      | 55     | 46.2             | 11          | 2      |
| 6       | 10     | Carlos Reutemann      | Brabham-Ford      | 55     | 59.8             | 10          | 1      |
| 7       | 23     | Mike Hailwood         | Surtees-Ford      | 55     | + 1:28.7         | 8           |        |
| 8       | 3      | Jacky Ickx            | Ferrari           | 54     | + 1 Ronde        | 14          |        |
| 9       | 29     | David Purley          | March-Ford        | 54     | + 1 Ronde        | 24          |        |
| 10      | 16     | George Follmer        | Shadow-Ford       | 54     | + 1 Ronde        | 21          |        |
| 11      | 17     | Jackie Oliver         | Shadow-Ford       | 54     | + 1 Ronde        | 19          |        |
| 12      | 9      | Rolf Stommelen        | Brabham-Ford      | 54     | + 1 Ronde        | 9           |        |
| 13      | 20     | Jean-Pierre Beltoise  | BRM               | 54     | + 1 Ronde        | 13          |        |
| 14      | 12     | Graham Hill           | Shadow-Ford       | 54     | + 1 Ronde        | 22          |        |
| 15      | 7      | Denny Hulme           | McLaren-Ford      | 53     | + 2 Ronden       | 3           |        |
| NC      | 25     | Howden Ganley         | Iso Marlboro-Ford | 44     | Niet geklasseerd | 20          |        |
| DNF     | 15     | Mike Beuttler         | March-Ford        | 34     | Versnellingsbak  | 12          |        |
| DNF     | 21     | Niki Lauda            | BRM               | 33     | Ongeluk          | 15          |        |
| DNF     | 19     | Clay Regazzoni        | BRM               | 30     | Ontsteking       | 18          |        |
| DNF     | 24     | Carlos Pace           | Surtees-Ford      | 17     | Band             | 5           |        |
| DNF     | 26     | Gijs van Lennep       | Iso Marlboro-Ford | 14     | Oververhitting   | 23          |        |
| DNF     | 28     | Rikky von Opel        | Ensign-Ford       | 10     | Oververhitting   | 17          |        |
| DNF     | 11     | Wilson Fittipaldi Jr. | Brabham-Ford      | 6      | Remmen           | 16          |        |
| DNF     | 4      | Arturo Merzario       | Ferrari           | 2      | Ophanging        | 7           |        |

## Statistieken
| Pole-position | Ronnie Peterson | Lotus-Ford   | 1:34.80 |
| Snelste ronde | Jackie Stewart  | Tyrrell-Ford | 1:35.30 |

1921 · 1922 · 1923 · 1924 · 1925 · 1926 · 1927 · 1928 · 1931 · 1932 · 1933 · 1934 · 1935 · 1936 · 1937 · 1938 · 1947 · 1948 · 1949 · 1950 · 1951 · 1952 · 1953 · 1954 · 1955 · 1956 · 1957 · 1958 · 1959 · 1960 · 1961 · 1962 · 1963 · 1964 · 1965 · 1966 · 1967 · 1968 · 1969 · 1970 · 1971 · 1972 · 1973 · 1974 · 1975 · 1976 · 1977 · 1978 · 1979 · 1980 · 1981 · 1982 · 1983 · 1984 · 1985 · 1986 · 1987 · 1988 · 1989 · 1990 · 1991 · 1992 · 1993 · 1994 · 1995 · 1996 · 1997 · 1998 · 1999 · 2000 · 2001 · 2002 · 2003 · 2004 · 2005 · 2006 · 2007 · 2008 · 2009 · 2010 · 2011 · 2012 · 2013 · 2014 · 2015 · 2016 · 2017 · 2018 · 2019 · 2020 · 2021 · 2022 · 2023 · 2024 · 2025